# Wolfram Research
Wolfram Research, Inc. is een Amerikaans softwarebedrijf met als belangrijkste product Mathematica, dat op 23 juni 1988 werd geïntroduceerd. Wolfram Research werd opgericht door de Britse natuurkundige Stephen Wolfram. Het bedrijf heeft zijn hoofdkantoor in Champaign (Illinois) in de Verenigde Staten. Andere locaties zijn in Oxfordshire, Tokio, Lima, Linköping, Bangalore en Jerevan.